# Oleg Pașinin
Oleg Pașinin (n. 12 septembrie 1974, Degtyanka⁠(d), RSFS Rusă, URSS) este un fost fotbalist uzbec.
Între 2001 și 2005, Pașinin a jucat 12 meciuri pentru echipa națională a Uzbekistanului.

## Statistici
| Uzbekistan | Uzbekistan | Uzbekistan |
| An         | Meciuri    | Goluri     |
| ---------- | ---------- | ---------- |
| 2001       | 5          | 0          |
| 2002       | 0          | 0          |
| 2003       | 2          | 0          |
| 2004       | 2          | 0          |
| 2005       | 3          | 0          |
| Total      | 12         | 0          |